# Летучий голландец
«Лету́чий голла́ндец» (нидерл. De Vliegende Hollander, англ. The Flying Dutchman) — легендарный парусный корабль-призрак, который не может пристать к берегу и обречён вечно бороздить моря. Обычно люди наблюдают такой корабль издалека, иногда в окружении светящегося ореола. Согласно легенде, когда «Летучий голландец» встречается с другим судном, его команда пытается передать на берег послания людям, которых давно уже нет в живых. В морских поверьях встреча с «Летучим голландцем» считалась плохим предзнаменованием.

## Происхождение
Легенда гласит, что в 1641 году нидерландский капитан Филипп Ван дер Деккен (или по некоторым версиям Ван Страатен) возвращался из Ост-Индии и вёз на борту молодую пару. Капитану приглянулась девушка; он убил её суженого, а ей сделал предложение стать его женой, но девушка выбросилась за борт.
При попытке обогнуть мыс Доброй Надежды корабль попал в сильный шторм. Среди суеверных матросов началось недовольство, и штурман предложил переждать непогоду в какой-нибудь бухте. Но капитан застрелил его и нескольких недовольных, а затем поклялся, что никто из команды не сойдёт на берег до тех пор, пока они не обогнут мыс,— даже если на это уйдёт вечность. Голос с неба сказал: «Да будет так!». Этим Ван дер Деккен, слывший страшным сквернословом и богохульником, навлёк на свой корабль проклятие. Теперь он, бессмертный, неуязвимый, но неспособный сойти на берег, обречён бороздить волны мирового океана до второго пришествия. Хотя, по некоторым версиям, у него есть шанс обрести покой: раз в десять лет Ван дер Деккен может вернуться на землю и попытаться найти ту, что добровольно согласится стать его женой. По другой версии, есть некое магическое слово, которое может снять проклятие и упокоить «Летучего голландца» и его экипаж.
Первое печатное упоминание о «Летучем голландце» появилось в 1795 году в книге «Путешествие к Ботаническому заливу» (англ. A Voyage to Botany Bay), приписываемое известному в то время лондонскому вору-карманнику и проходимцу Джорджу Баррингтону.
11 июля 1881 года будущий король Англии Георг V, проходя на военном корабле между Мельбурном и Сиднеем, сделал в своём дневнике запись о том, что он в числе тринадцати членов экипажа видел «Летучего голландца».

## Толкование
Свидетельства о появлении корабля, а также возникновение его названия связывают с явлением фата-морганы, так как мираж всегда виден над поверхностью воды.
Также возможно, что светящийся ореол — это огни святого Эльма. Морякам их появление сулило надежду на успех, а во время опасности — и на спасение.
- Фата-моргана
- Под действием фата-морганы изменяются очертания двух кораблей. 4 фотографии в правой колонке изображают первый корабль, 4 в левой — второй.
- Цепь изменяющихся миражей

Существует также версия, что в возникновении легенды сыграла свою роль жёлтая лихорадка. Передаваемая комарами, размножавшимися в ёмкостях с питьевой водой, эта болезнь была вполне способна истребить целый корабль. Встреча с таким кораблём-призраком была действительно опасна для жизни: изголодавшиеся комары тут же нападали на живых моряков и передавали им заразу.

## Значение словосочетания в языках
В русском, немецком и в некоторых других языках словосочетание «летучий голландец» представляет собой фразеологический оборот со значением «постоянно странствующий человек», «вечный скиталец».

## В искусстве
В художественной литературе легенда была представлена во множестве вариаций. В 1839 году вышел роман английского писателя Фредерика Марриета «Корабль-призрак», рассказывающий о скитаниях Филиппа Ван дер Деккена, сына капитана проклятого корабля. Летучему Голландцу посвящено стихотворение Николая Гумилёва «Но в мире есть иные области…» из цикла «Капитаны», IV, опубликованное в 1909 году. Летучий Голландец упоминается в рассказе Александра Грина «Капитан Дюк».
Кроме того, образ ВанДер Деккена можно встретить в японской манге «One Piece». Образ «Летучего голландца» используется в фильмах «Пираты Карибского моря: Сундук мертвеца» (2006), «Пираты Карибского моря: На краю света» (2007) . Согласно сюжету корабль и команда поражены проклятием морской богини Калипсо, члены команды предстают в облике морских чудищ, а капитаном судна является Дэйви Джонс — зловещий дух моря, предавший Калипсо и вырезавший сам себе сердце, вследствие чего он обрёл бессмертие. Также корабль имел на вооружении гигантского осьминога — кракена. В фильме присутствует сцена, где моряки играют в игру (мини-отсылка на одну из альтернативных легенд), причём не на свои души, а на сроки службы, и не с демоном, а между собой.
Одна из версий легенды в литературной обработке приведена в романе Леонида Платова «Секретный фарватер», в котором «Летучим голландцем» называют засекреченную подводную лодку, выполняющую задания особой важности для нужд Третьего Рейха. Анатолий Кудрявицкий в романе «Летучий голландец» (2012) представил собственную версию легенды, согласно которой капитан проигрывает спор Смерти и Смерти При Жизни и достаётся последней, на чём и основано последующее повествование о российской жизни в 70-х годах XX века. Английский писатель Брайан Джейкс написал серию детективно-приключенческих книг про мальчика Бена и его собаку, спасшихся с «Летучего голландца».
К этой теме не раз обращались и музыканты. Уже в январе 1827 года в театре Адельфи состоялась премьера оперы Джорджа Родуэлла «Летучий голландец, или Корабль-призрак» (англ. The Flying Dutchman, or The Phantom Ship), а в 1843 году в Дрездене увидела свет одна из первых опер Рихарда Вагнера — «Летучий голландец», на написание которой композитора вдохновил шторм, в который они с женой попали во время поездки в Англию.
Ещё до выхода романа Марриета, в 1826 г. была опубликована стилизованная под сказки «1000 и 1 ночи» новелла Вильгельма Гауфа «История о корабле-призраке» («Рассказ о корабле привидений»), в которой сюжет переносится в мир ислама, а блуждающее судно населено мертвецами, за убийство дервиша обречёнными каждую ночь воскресать и вновь убивать друг друга.

## Аллюзии
Широкая известность легенды привела к тому, что имя «летучий голландец» стало нарицательным. Во время американской гражданской войны «летучим голландцем» прозвали XI корпус Потомакской армии за его бегство в сражении при Чанселорсвилле. «Летучим голландцем» называли выдающегося нападающего футбольной сборной Нидерландов Йохана Кройфа за его скорость, другой же нидерландский футболист Деннис Бергкамп получил прозвище «Нелетучий голландец» из-за своей аэрофобии.
В качестве аллюзии выражение не раз использовалось в кинематографе. Название «Летучий голландец» носили такие ленты, как фильм Владимира Вардунаса, снятый на ялтинской киностудии «Фора-фильм» в 1990 году, и картина голландского режиссёра Йоса Стеллинга, вышедшая в 1995 году.
Слова «The Flying Dutchman» нанесены на фюзеляжи самолетов авиакомпании KLM.